# Lugaid Laigdech
Pour les articles homonymes, voir Lugaid.
Lugaid Laigdech, fils d'Eochaid mac Ailella, est selon les légendes médiévales et la tradition pseudo historique irlandaise un  Ard ri Erenn.

## Règne
Lugaid Laigdech aide Dui Ladrach à détrôner Airgetmar, il tue ensuite Dui afin de prendre lui-même le trône. Il règne sept ans jusqu'à ce qu'il soit tué par Áed Rúad un petit-fils d'Airgetmar. Le Lebor Gabála Érenn synchronise son règne avec celui d'Artaxerxès III en Perse (358-338 av. J.-C. ).
La chronologie de Geoffrey Keating Foras Feasa ar Éirinn date son règne de  537-530 av. J.-C. , et les  Annales des quatre maîtres de 738-731 BC.

## Variantes
Geoffrey Keating relate une histoire  relative à Lugaid qui  étant  en train de chasser, rencontre une hideuse vieille sorcière portant un masque magique. Lorsqu'il passe la nuit avec elle il lui retire son masque et rêve qu'elle devient une très belle jeune femme. Keating interprète cela comme une allégorie de l'Irlande signifiant que  Lugaid doit d'abord  endurer la fatigue et les tourments, avant de pouvoir jouir d'elle dans le plaisir
Il rapporte également une histoire de  Cóir Anmann  sur   Lugaid Loígde, un des cinq fils de  Dáire Doimthech, qui se nomment tous  Lugaidh. Un druide prophétise à Dáire que l'un de ses fils régnera sur l'Irlande. Lorsque  Dáire lui demande lequel d'entre eux, il lui répond  qu'ils doivent se rendre tous les cinq à  Tailtiu  afin de poursuivre un très beau faon qui leur apparaitra. Celui qui réussira à le capturer sera roi. Les frères le pourchassent de Tailtiu à Howth, où un brouillard magique les enveloppe tous les cinq ainsi que tous les hommes d'Irlande qui les accompagne. Finalement le fils qui capture le faon est Lugaidh Laighdhe. Cependant comme ce Lugaidh  a un père différent  Keating ne croit pas qu'il s'agisse du même homme..

## Source
- (en) Cet article est partiellement ou en totalité issu de l’article de Wikipédia en anglais intitulé « Lugaid Laigde » (voir la liste des auteurs), édition du 9 avril 2012.